# هولغر جلاندورف
هولغر جلاندورف (بالألمانية: Holger Glandorf) مواليد 30 مارس 1983 في أسنابروك، هو لاعب كرة يد ألماني. يلعب حاليا مع نادي فلنسبورغ هاندفيت لكرة اليد ويحمل الرقم 9. مثل منتخب ألمانيا لكرة اليد. شارك في دورة الألعاب الأولمبية الصيفية سنة 2008. حقق المركز الأول في بطولة العالم لكرة اليد للرجال 2007.

## سجل المنافسة
شارك في البطولات التالية:
- بطولة أوروبا لكرة اليد للرجال 2012

## الميداليات
| الميدالية | المسابقة                           |
| --------- | ---------------------------------- |
| ذهبية     | بطولة العالم لكرة اليد للرجال 2007 |

## روابط خارجية
- هولغر جلاندورف على موقع الاتحاد الأوروبي لكرة اليد (الإنجليزية)
- هولغر جلاندورف على موقع أوليمبيديا (الإنجليزية)